# Хаге, Вальтер
Вальтер Хаге (нем. Walther Haage; 27 ноября 1899 года — 22 апреля 1992 года) — немецкий растениевод и ботаник, правнук основателя питомника и торговой фирмы «Kakteen-Haage» Фридриха Хаге (нем. Friedrich Adolph Haage). Один из наиболее видных кактологов второй половины XX века, внёс значительный вклад в популяризацию кактусов и суккулентов.
За 40 с лишним лет, прошедших после выхода шеститомника Баккеберга, были найдены и описаны сотни новых видов, причисленных к уже существующим родам или вошедших во вновь образованные. Часть их была введена Вальтером Хаге дополнительными страницами в баккеберговский «Kakteenlexicon», часть — в его собственный очень популярный во всем мире справочник «Кактусы от А до Я» («Kakteen von A bis Z»).
Автор имеющей большую практическую ценность книги «Das praktische Kakteenbuch. Kakteen, Mittagsblumen und andere Sukkulenten» (Практическое руководство по кактусам. Кактусы, мезембриантемовые и другие суккуленты).
Почётный член Санкт-Петербургского клуба кактусистов.
Лауреат премии «Золотой кактус».

## Названы в честь Хаге
Роды растений:
- Хагеоцереус (Haageocereus Backeb.)

Виды растений:
- Cereus haageanus
- Gibbeanum haagei
- Lobivia haageana
- Monvillea haageana
- Parodia haageana